# مارتین المیگر
مارتین المیگر (اسپانیایی: Martin Elmiger‎؛ زادهٔ ۲۳ سپتامبر ۱۹۷۸) دوچرخه‌سوار اهل سوئیس است.
از باشگاه‌هایی که در آن رکاب زده‌است می‌توان به آی‌ای‌ام سایکلینگ، تیم دوچرخه‌سواری فوناک، آژ۲آر لا موندیال، و تیم بی‌ام‌سی اشاره کرد.